# Baumata Utara
Baumata Utara is een bestuurslaag in het regentschap Kupang van de provincie Oost-Nusa Tenggara, Indonesië. Baumata Utara telt 1160 inwoners (volkstelling 2010).